# Coasta Henții, Alba
Coasta Henții este un sat în comuna Roșia Montană din județul Alba, Transilvania, România.
Localitatea actuală nu apare pe Harta Iosefină a Transilvaniei din 1769-1773 (Sectio 136). De-a lungul văilor din apropierea localității, pe această hartă sunt notate mai multe șteampuri de prelucrare a minereurilor de aur („Stampf Mühlen” sau „St.m.”). 

 Acest articol despre o localitate din județul Alba este deocamdată un ciot. Puteți ajuta Wikipedia prin completarea lui.